# Кларки (род)
Кларки — род предпринимателей английского происхождения, занимавшихся горным делом и выплавкой металлов.

## Известные представители
Основатель рода — Георг (Джордж, George) Кларк из первой волны переселенцев Петрозаводска, который позже перебрался в Кронштадт, а в 1803 на Ижорские заводы. Его потомки:
- Кларк, Василий Егорович (1770—1842) — горный техник из Шотландии, находился в службе с 1787 при Александровском пушечном заводе в Олонецком округе, был смотрителем, а затем — управителем завода, в 1835 имел чин подполковника Корпуса горных инженеров.
  - Кларк, Егор Васильевич (1799-до 1830) — служил на СПб-литейном заводе при столярном цехе (1819), в 1825 был помощником мастера при машинном цехе в чине шихтмейстера 14 класса.
  - Кларк, Александр Васильевич (1801-?) вступил в службу на Олонецкие заводы в 1817, сначала находился на Александровском пушечном заводе (при смотрителе завода, в чертежной, в 1835 — пом. управителя завода), в 1850 был управителем Кончезерского завода в чине капитана.
  - Кларк, Роман Васильевич (1806-?) находился в службе с 1822 по части смотрителя Александровского пушечного завода, с 1828 — надзиратель кузнечных, слесарных и токарных цехов, в 1835 имел чин шихтмейстера 13 класса.
  - Кларк, Александр Васильевич (1826-?), уроженец Нижегородской губернии, после окончания ИКГИ (1848) служил на Урале, в 1850 был смотрителем золотых промыслов в Богословском округе, в 1862 — управителем Юговского завода в Пермском округе, в 1870 имел чин статского советника.
    - Кларк, Александр Александрович (1853-?), сын А. В. Кларка 2-го, в 1873 был горным уставщиком на Урале.

  - Кларк, Дмитрий Васильевич (1828—1886), из дворян Нижегородской губернии, после окончания ИКГИ (1851) служил на Алтайских заводах, в 1865 был пом. управляющего рудниками и заводом Змеиногорского края, с 1872 — управитель Барнаульского сереброплавильного завода, (1874); вошел в историю шахмат как выдающийся составитель шахматных задач.
  - Кларк, Иван Васильевич — лесничий Саткинского завода на Урале.
    - Кларк, Николай Иванович (1859—1916), сын И. В. Кларка, окончил Казанский университет (1886) и с 1888 преподавал математику и физику в Нижнетагильском горнозаводском (реальном) училище, с 1896 был инспектором училища. В Нижнетагильском горнозаводском училище преподавал (бухгалтерию)[3]
    - Кларк, Фёдор Иванович (1868-?), юрист, член партии кадет.
- Кларк, Матвей Егорович (1779(1776)-1846), «из великобританских уроженцев», вступил в службу как слесарный и кузнечный (модельный, литейный) мастер на Кронштадтский завод в 1792, с 1795 — на Александровском пушечном заводе, затем на СПб-литейном (1801), Ижорских Адмиралтейских (1802) заводах, смотритель СПб-литейного завода (1811), механик военных поселений (1824), директор СПб-Александровского литейного завода (1826—1842), в 1835 имел чин обер-берггауптмана 4 кл.
- Кларк, Феликс (Филипп) Егорович (1787 - 27.12.1866) — учредитель торгового дома «Кларк, Морган и К®» в Архангельске.
- Кларк, Карл Егорович (1788-?) в российскую службу был принят в 1809 на Александровский пушечный завод, затем служил смотрителем гл. литейных запасов СПб-казенного завода (1823), в 1825 переведен на Луганский литейный завод, в 1835 — управитель СПб-Александровского завода[4], в 1845 имел чин обер-бергмейстера 7 кл. и находился при канцелярии окончания дел бывшего Александровского завода (по врачебному свидетельству «о совершенном расстройстве здоровья»).

---
- Кларк, Александр Фёдорович (1890—1941) — советский учёный, организатор профконсультационной службы в СССР.
- Кларк, Павел Иванович (1863—1940) — участник российского и австралийского революционных движений, искусствовед.